# ULAS J090116.23-030635.0
ULAS J090116.23−030635.0 ist ein Brauner Zwerg der Spektralklasse T7.5 im Sternbild Hydra. Aufgrund des Verhältnisses zwischen absoluter Helligkeit und Spektraltyp wird seine Entfernung auf etwa 20 bis 30 Parsec geschätzt. Die im K-Band gemessene geringe Helligkeit deutet auf eine relativ hohe Oberflächengravitation hin. 
Das Objekt wurde von Lodieu et al. in den Daten des UKIRT Infrared Deep Sky Survey (UKIDSS) Large Area Survey (LAS) Data Release 1 (DR1) entdeckt und im Jahr 2007 veröffentlicht.